# Топчибашев, Мустафа Агабек оглы

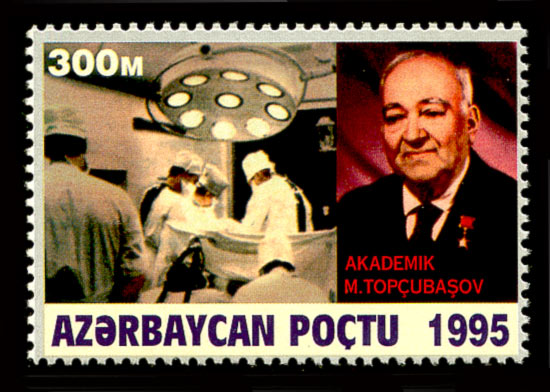
Марка посвящённая 100 летию со дня рождения Мустафы Агабек оглы Топчибашева

Мустафа́ Агабе́к оглы Топчиба́шев (азерб. Mustafa Ağabəy oğlu Topçubaşov, Мустафа Ағабәj оғлу Топчубашов; 5 (17) августа 1895, с. Гёйгюмбет Эриванской губернии — 21 ноября 1981, Баку) — азербайджанский советский учёный-хирург; Вице-президент АН Азербайджанской ССР.
Был удостоен учёной степени доктора медицинских наук, учёных званий профессора, академика АН Азербайджанской ССР, академика Академии медицинских наук СССР, члена-корреспондента Болгарской Академии наук, заслуженного деятеля науки Азербайджанской ССР. Лауреат Сталинской премии (1943) и Государственной премии СССР. Герой Социалистического Труда (1975).
Являлся также политическим и государственным деятелем. Избирался депутатом Верховного Совета Азербайджанской ССР (I, II, III, IV, V, VI, VII, VIII, IX и X созывов), дважды был Председателем Верховного Совета Азербайджанской ССР (1953—1955, 1967—1971). Начиная с 1947 года — член ВКП(б) // КПСС.

## Биография
Мустафа Топчибашев родился 5 августа 1895 года (по старому стилю) в селе Гёйгюмбет неподалёку от Эривани (нынешнего Еревана). По национальной принадлежности — азербайджанец.
В 1919 году окончил медицинский факультет Киевского университета. Вернувшись в Баку, работал в городской больнице. В 1926 году поехал в научную командировку в Германию. В 1930 году защитил докторскую диссертацию, стал профессором и возглавил кафедру госпитальной хирургии Азербайджанского медицинского института.
Впервые в мировой практике создал и применил в 1938 году метод длительного обезболивания аналгезином. Препарат снимал болевую чувствительность на 6-8 часов, позволяя при транспортировке раненых во время Великой Отечественной войны избегать болевого шока. Это спасло многие жизни.

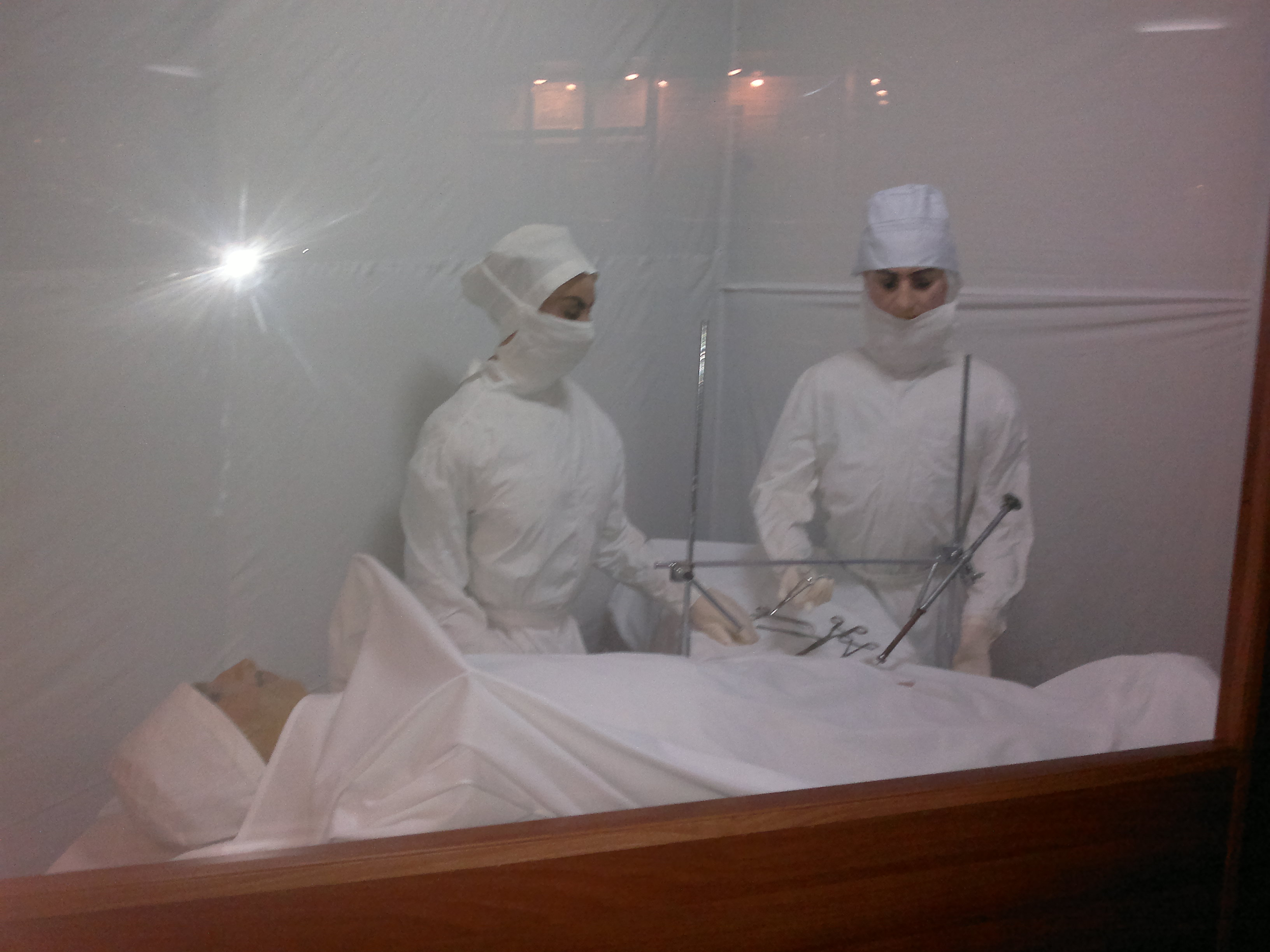
Макет изобретенного Топчибашевым медицинского инструмента. Музей азербайджанской медицины в Баку

В 1941—1945 годах — главный хирург эвакогоспиталей Народного комиссариата здравоохранения Азербайджанской ССР. В эти годы он спас множество человеческих жизней в эвакогоспиталях Баку — одного из главных тыловых городов на территории СССР.

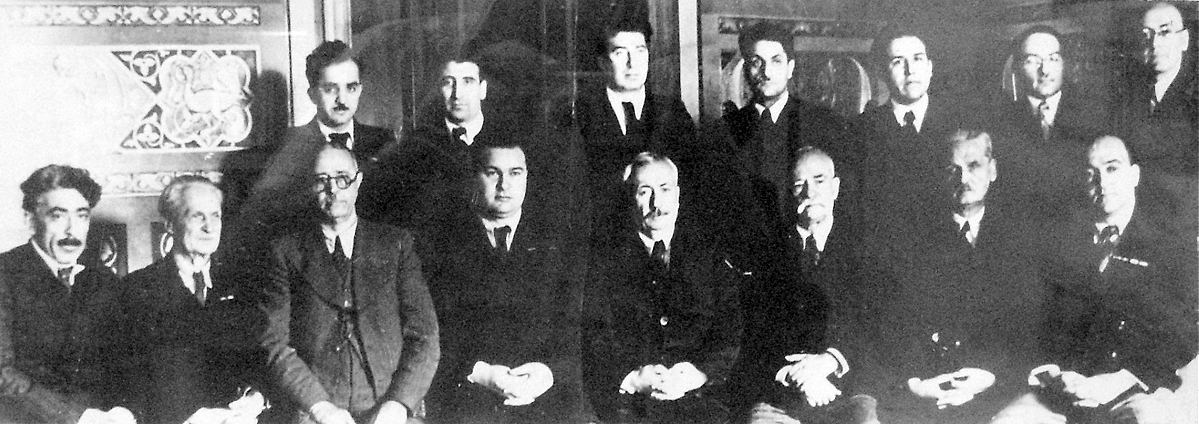
Первые члены Президиума АН АзССР, 1945 г.
Нижний ряд (слева направо, сидят): поэт С. Вургун, учёный-гидравлик И. Г. Есьман, У. Гаджибеков, А. А. Ализаде, президент Академии М. Миркасимов, И. И. Широкогоров, А. А. Гроссгейм, М. А. Топчибашев (учёный, хирург). Стоят: Ю. Мамедалиев, М. А. Ибрагимов, Ш. А. Азизбеков, Г. Н. Гусейнов, Мир-Али Кашкай, С. А. Дадашев, М. А. Усейнов

С 1945 по 1948 годы — директор Института экспериментальной медицины Академии наук Азербайджанской ССР.
В 1950 году был избран почётным членом Всесоюзного общества хирургов. В том же году избирается членом Международной ассоциации хирургов.
С 1951 по 1957 годы — вице-президент Академии наук Азербайджанской ССР.
В 1960 году был избран академиком Академии медицинских наук СССР.
Дважды избирался председателем Верховного Совета Азербайджанской ССР (1953—1955, 1967—1971).
Академик М. Топчибашев умер 21 ноября 1981 года.

## Семья
Топчибашев был женат на азербайджанской художнице Рейхан Топчибашевой (девичья фамилия — Ахундова), уроженке Кубы. У них родилось трое детей: сын Ибрагим и дочери-близнецы Земфира и Эльмира. Сын Ибрагим, дочь Земфира и внук Джейхун (сын Ибрагима) также получили медицинское образование, став врачами.

## Награды и звания
- Герой Социалистического Труда (1975)
- За большие заслуги в развитии медицинской науки, в организации и прогрессе высшего медицинского образования в Азербайджане, воспитание кадров врачей и ученых академик Топчибашев был награждён четырьмя орденами Ленина (в том числе 1975), орденом Октябрьской Революции, орденом Трудового Красного Знамени, орденом Красной Звезды, орденом «Знак Почёта», медалями, в том числе серебряной медалью Всемирного совета мира
- Сталинская премия II степени (22 марта 1943) — за многолетние выдающиеся работы в области науки и техники
- Заслуженный деятель науки Азербайджанской ССР (1940)
- Премия имени А. Вишневского (1963)[4]

## Память
- В 1984 году имя М. А. Топчибашева присвоено НИИ клинической и экспериментальной хирургии в Баку.
- Одна из улиц в Баку носит его имя.
- В 1995 году была выпущена почтовая марка Азербайджана, посвященная Топчибашеву.
- Автор трудов «Аппарат для удаления инородных тел и его применение» (Баку, 1949); «Портальная гипертензия и её хирургическое лечение» (Баку, 1961).

## Дополнительные источники
- Кузьмин М. К. Медики — Герои Социалистического Труда // Большая медицинская энциклопедия : в 30 т. / гл. ред. Б. В. Петровский. — 3-е изд. — М. : Советская энциклопедия, 1980. — Т. 13 : Ленин и здравоохранение — Мединал. — С. 534—540. — 552 с. : ил.
- Смирнов Виталий. Топчибашев Мустафа Агабек оглы. Сайт «Герои страны».
- Топчибашев Мустафа Агабек оглы // Тихоходки — Ульяново. — М. : Советская энциклопедия, 1977. — С. 94. — (Большая советская энциклопедия : [в 30 т.] / гл. ред.  А. М. Прохоров ; 1969—1978, т. 26).
- Топчибашев Мустафа Агабек оглы. Справочник по истории Коммунистической партии и Советского Союза 1898 - 1991. Nafthali Hirschkowitz.